# Roseburia
Roseburia è un genere di batterio appartenente alla famiglia delle Lachnospiraceae.